# Essex (Connecticut)
Essex és una població dels Estats Units a l'estat de Connecticut. Segons el cens del 2005 tenia 6.783 habitants.

## Demografia
Segons el cens del 2000, Essex tenia 6.505 habitants, 2.811 habitatges, i 1.776 famílies. La densitat de població era de 242,4 habitants/km².
Dels 2.811 habitatges en un 27,2% hi vivien nens de menys de 18 anys, en un 55,6% hi vivien parelles casades, en un 5,2% dones solteres, i en un 36,8% no eren unitats familiars. En el 31,8% dels habitatges hi vivien persones soles el 16,3% de les quals corresponia a persones de 65 anys o més que vivien soles. El nombre mitjà de persones vivint en cada habitatge era de 2,27 i el nombre mitjà de persones que vivien en cada família era de 2,87.
Per edats la població es repartia de la següent manera: un 21,9% tenia menys de 18 anys, un 3,6% entre 18 i 24, un 27,4% entre 25 i 44, un 27,7% de 45 a 60 i un 19,5% 65 anys o més.
L'edat mediana era de 43 anys. Per cada 100 dones de 18 o més anys hi havia 86,9 homes.
La renda mediana per habitatge era de 66.746 $ i la renda mediana per família de 88.888 $. Els homes tenien una renda mediana de 54.053 $ mentre que les dones 38.276 $. La renda per capita de la població era de 42.806 $. Aproximadament el 0,5% de les famílies i el 2,8% de la població estaven per davall del llindar de pobresa.

## Poblacions més properes
El següent diagrama mostra les poblacions més properes.